# Krzysztof Putra
Krzysztof Jakub Putra, né le 4 juillet 1957 à Józefowo et mort le 10 avril 2010 à Smolensk, est un homme politique polonais, sénateur et maréchal du Sénat de la VIe cadence dans les années 2005–2007, membre de la Diète de la république de Pologne, vice-maréchal de la Diète, VIe cadence.

## Biographie
Ouvrier à Białystok, il devient membre de Solidarność dès 1980. Élu pour la première fois député, lors des élections partiellement libres de 1989, il siège par la suite à la Diète comme membre de Porozumienie Centrum, entre 1991 et 1993. 
Il est un des membres fondateurs du parti Droit et Justice en 2001.
Il meurt dans l'accident de l'avion présidentiel du 10 avril 2010 à Smolensk.